# 布蘭登·卓利
布蘭登·沙恩·卓利（英語：Brandon Shane Drury, 1992年8月21日—），為美國職棒大聯盟三壘手。目前為自由球員，他先前曾效力過響尾蛇、洋基、藍鳥、大都會、紅人、教士與天使等隊。

## 職業生涯

### 亞特蘭大勇士
2010年美國職棒大聯盟選秀，勇士隊在第13輪選進了卓利。他先從新人聯盟開始打起。2012年升上1A，他的打擊率2成29，並擊出6支全壘打。

### 亞利桑那響尾蛇
2013年1月24日，勇士隊用卓利、馬丁·普拉多、齊克·史博威、Randall Delgado和尼克·亞梅德從響尾蛇隊交易來賈斯汀·厄普頓和Chris Johnson。
2015年，卓利受邀參加春訓。該年6月23日，他升上3A。9月1日，卓利登上大聯盟，並擊出大聯盟生涯首安。9月22日，他擊出大聯盟生涯首轟。

### 紐約洋基
2018年2月18日，洋基、響尾蛇與光芒對達成三方交易。響尾蛇分別從光芒與洋基得到Steven Souza Jr.和Taylor Widener兩名球員，光芒隊從洋基隊得到Nick Solak，再從響尾蛇隊得到Anthony Banda和兩名日後指定球員。而卓利則是被交易至洋基。
2018年4月6日，卓利因視力模糊和偏頭痛而提前離開球場。隔日進入傷兵名單，直到5月14日才離開傷兵名單，然後球隊將他下放至3A。

### 多倫多藍鳥
2018年7月26日，藍鳥隊用J·A·哈普向洋基隊交易卓利和比利·麥金尼兩名球員。不過8月7日，卓利就進入傷兵名單，該年他在藍鳥隊只出賽8場比賽。2019年，卓利大多能健康出賽，不過這年他只繳出打擊率2成18，外帶15轟與41分打點的成績。2020年9月1日，他遭到球隊放進指定讓渡名單中。後來他在9月4日被下放到小聯盟。10月6日成為自由球員。

### 紐約大都會
2021年1月5日，卓利與大都會簽下小聯盟合約。5月21日，因為大都會傷兵過多，卓利也因此入選球隊26人名單內。

### 辛辛那提紅人
2022年3月21日，卓利與紅人隊簽下小聯盟合約。

### 洛杉磯天使
洛杉磯天使2023年與其簽下2年合約，價值1,700萬美元。
30歲的Drury在2022年擊出生涯新高28轟、87分打點，攻擊指數為.813，獲選國家聯盟史上首位工具人銀棒獎，今年守過內野4個位置與右外野。

## 外部連結
- 球員資訊和成績在MLB ，ESPN ，Retrosheet ，Baseball Reference ，Baseball Reference (Minors) ，Fangraphs ，The Baseball Cube （英文）
- 布蘭登·卓利的Instagram帳戶